# Régiment d'Ernest
Pour les articles homonymes, voir régiment de May, régiment de Bettens et régiment de Jenner.
Le régiment d’Ernest est un régiment d’infanterie suisse du royaume de France créé en 1672.

## Création et différentes dénominations
- 17 février 1672 : création du régiment d'Erlach
- 1694 : renommé régiment de Manuel
- 17 janvier 1701 : renommé régiment de Villars-Chandieu
- 9 mai 1728 : renommé régiment de May
- 15 août 1739 : renommé régiment de Bettens
- 23 juillet 1751 : renommé régiment de Jenner
- 21 février 1762 : renommé régiment d'Erlach
- 1782 : renommé régiment d'Ernest (Ernst)
- 1er janvier 1791 : renommé 63e régiment d'infanterie de ligne
- 20 août 1792 : licencié

## Équipement

### Drapeaux

Drapeaux colonel et d’ordonnance
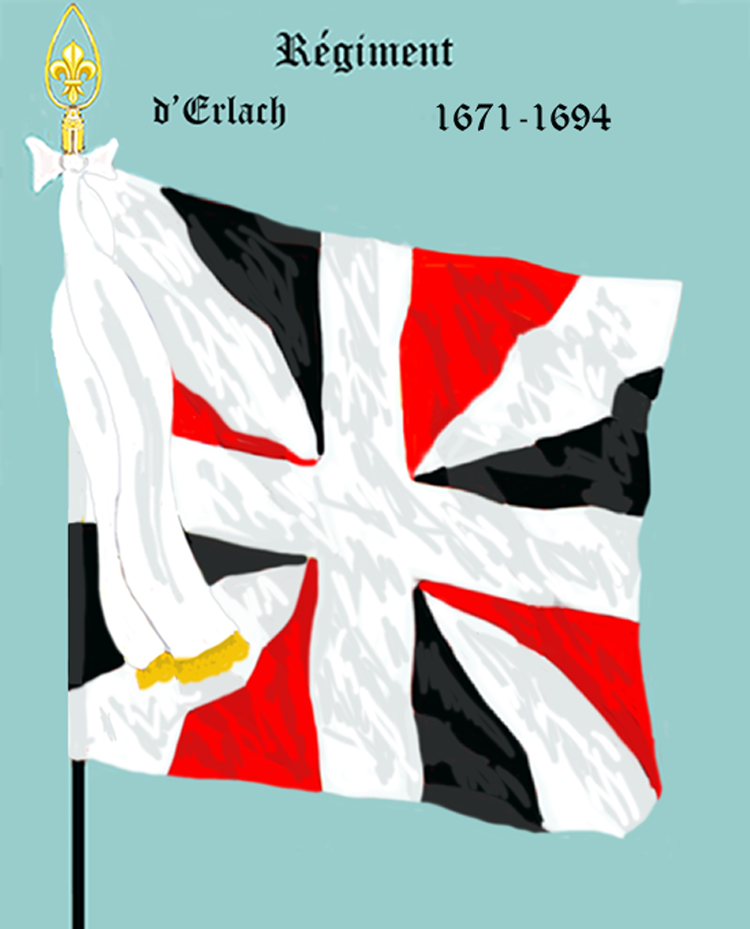
régiment d’Erlach de 1671 à 1694
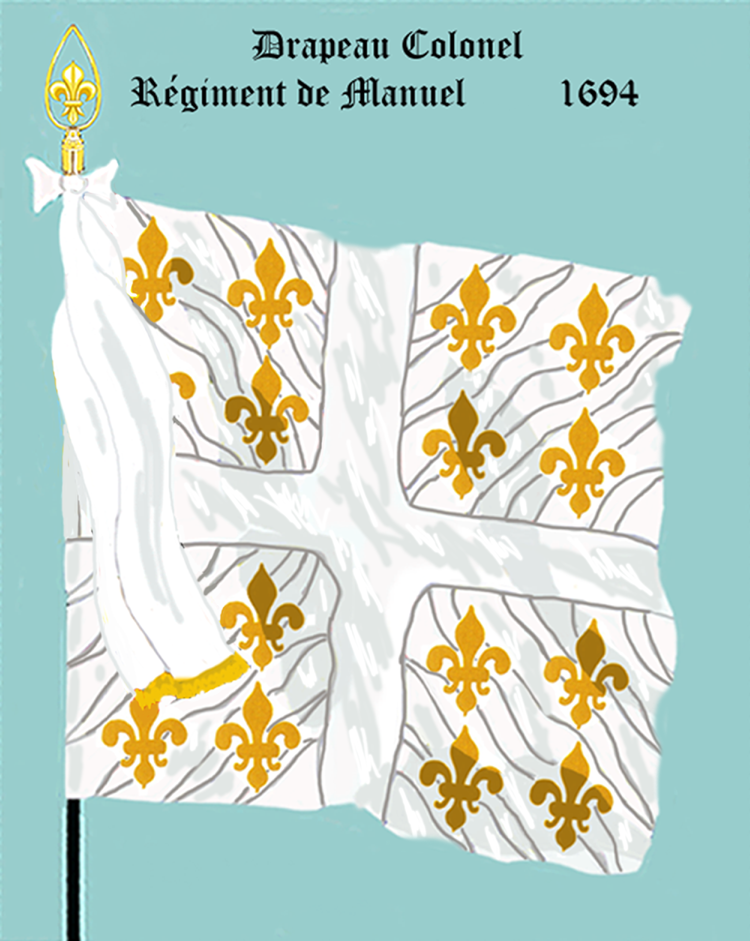
drapeau colonel du régiment de Manuel de 1694 à 1701
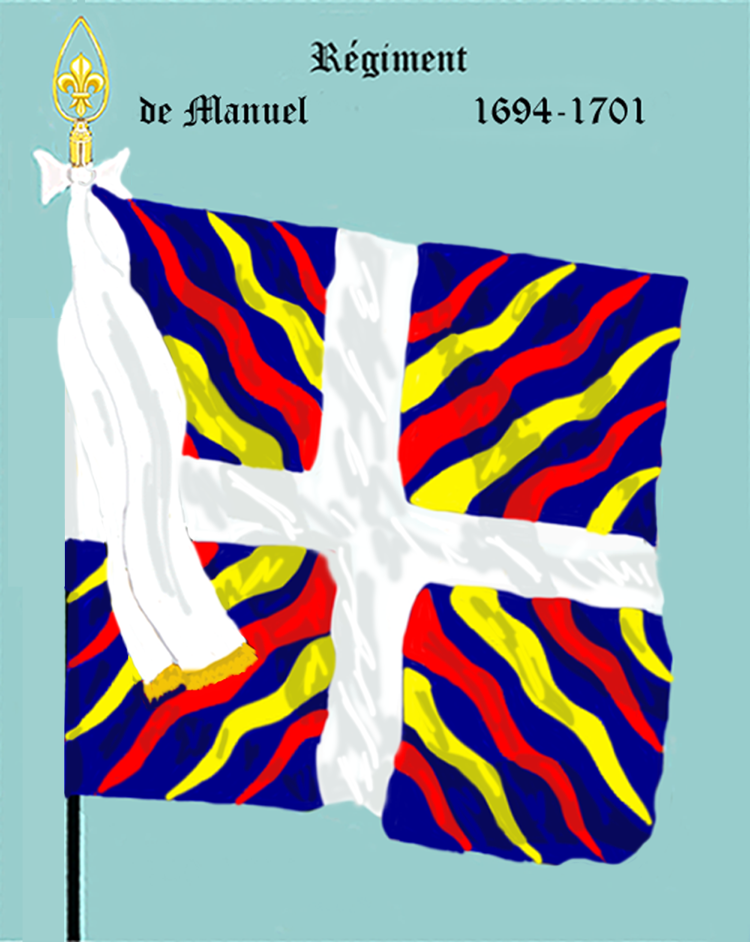
régiment de Manuel de 1694 à 1701
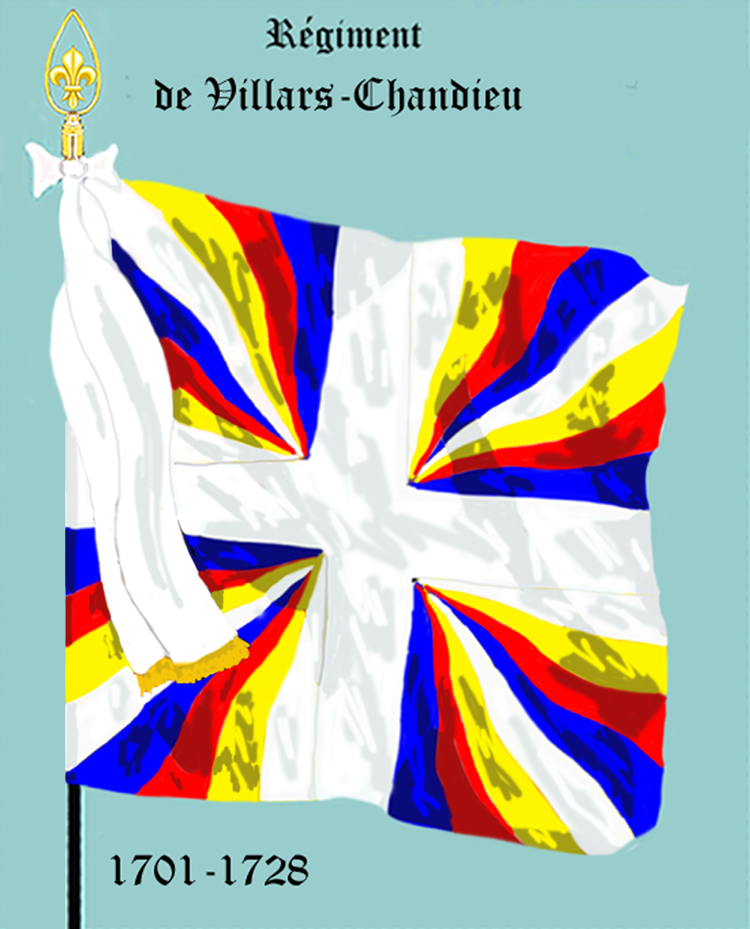
régiment de Villars-Chandieu de 1701 à 1728
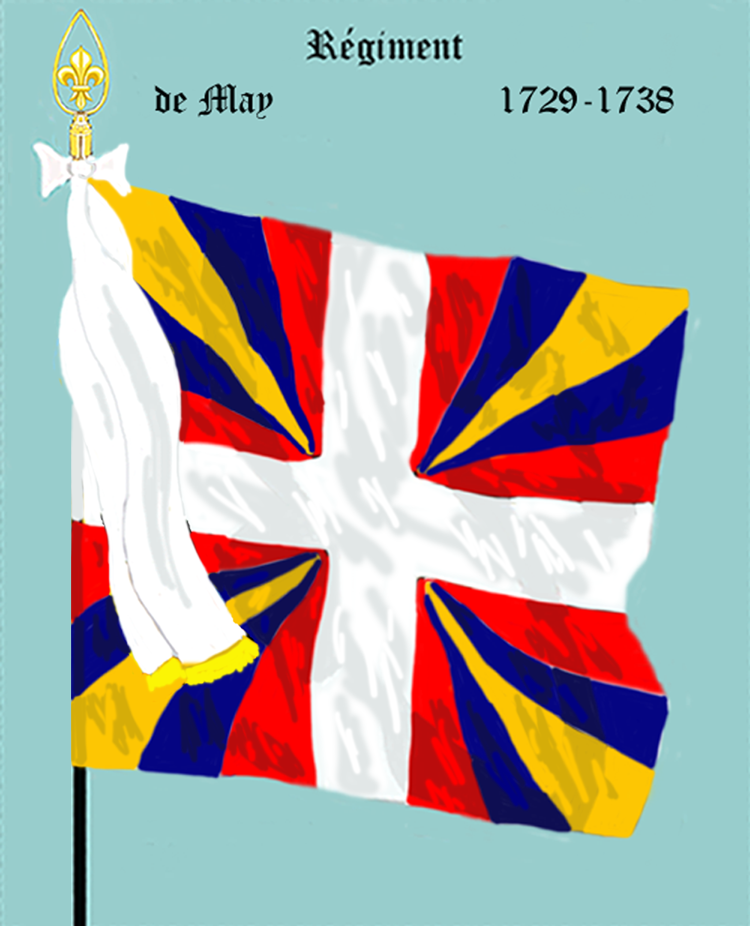
régiment de May de 1728 à 1739

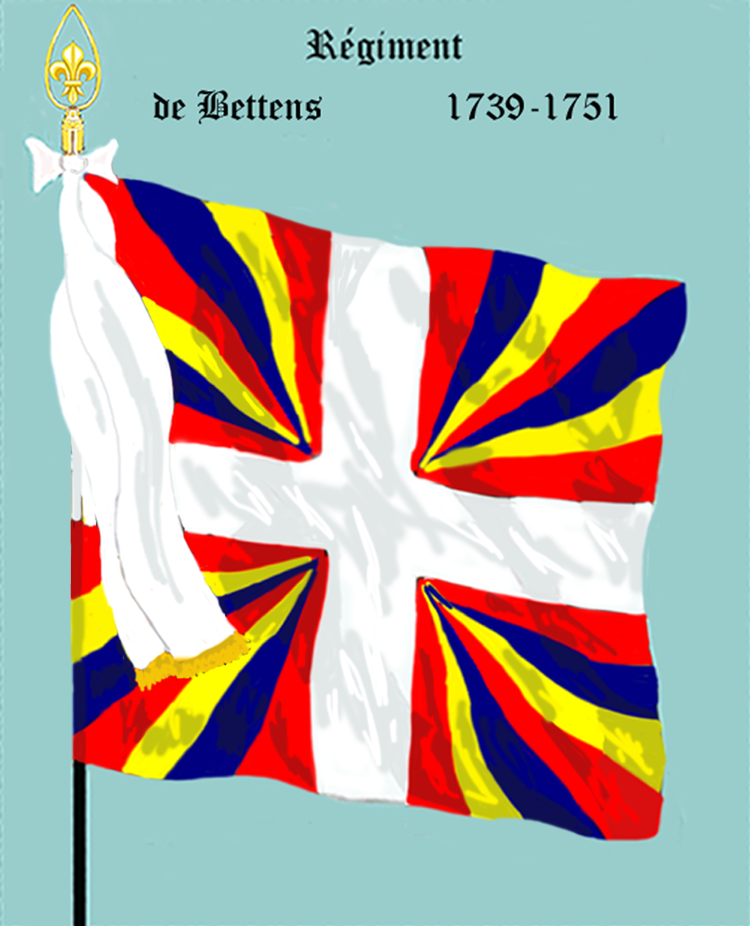
régiment de Bettens de 1739 à 1751
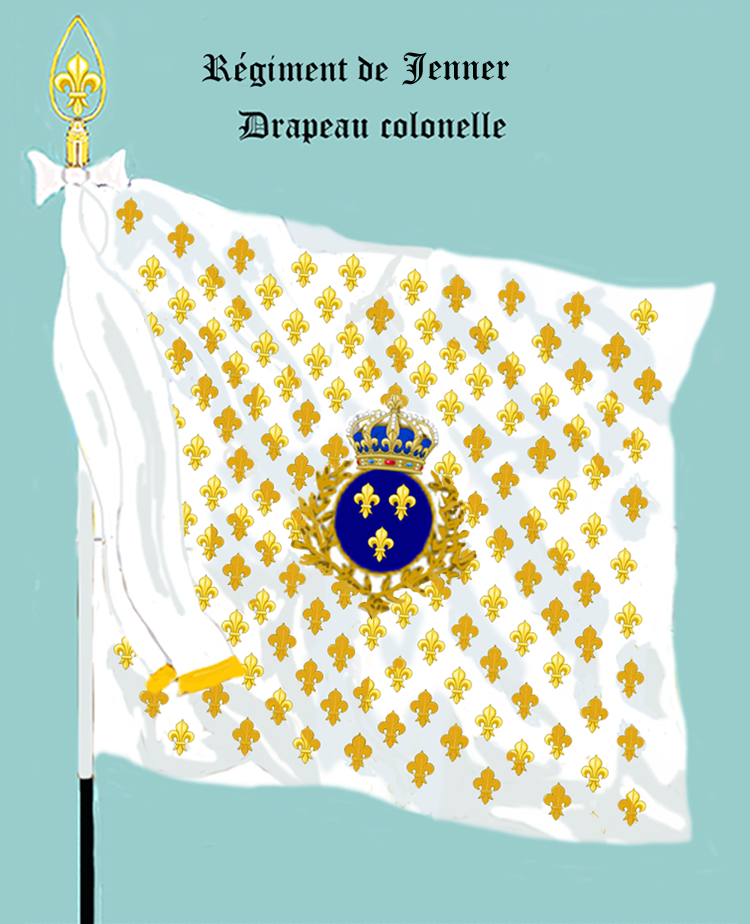
drapeau colonel du régiment de Jenner de 1751 à 1762
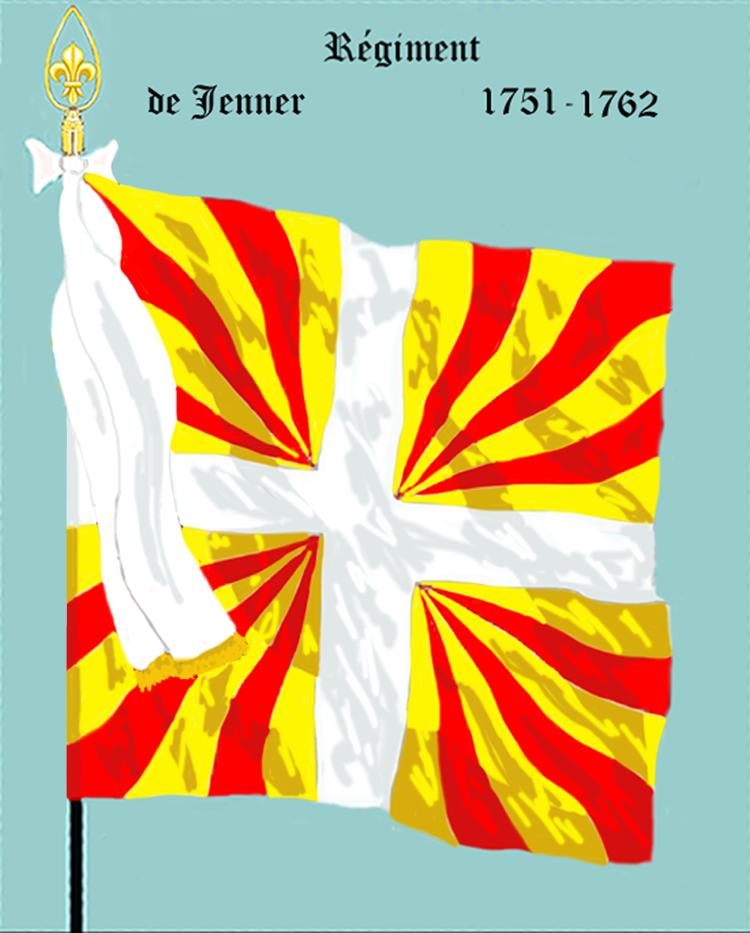
régiment de Jenner de 1751 à 1762
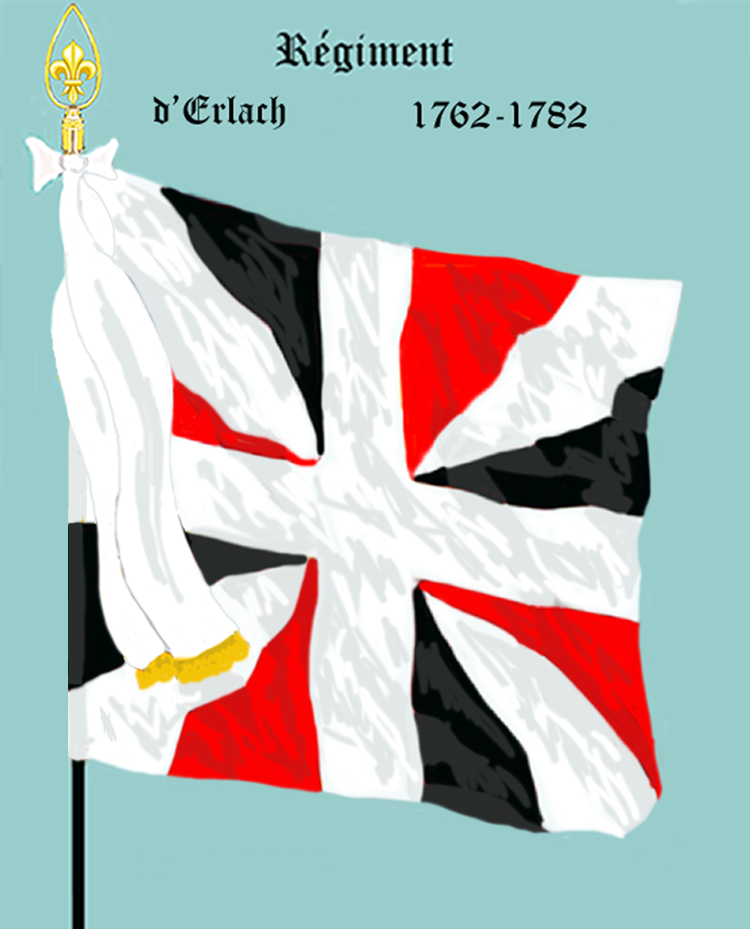
régiment d’Erlach de 1762 à 1782
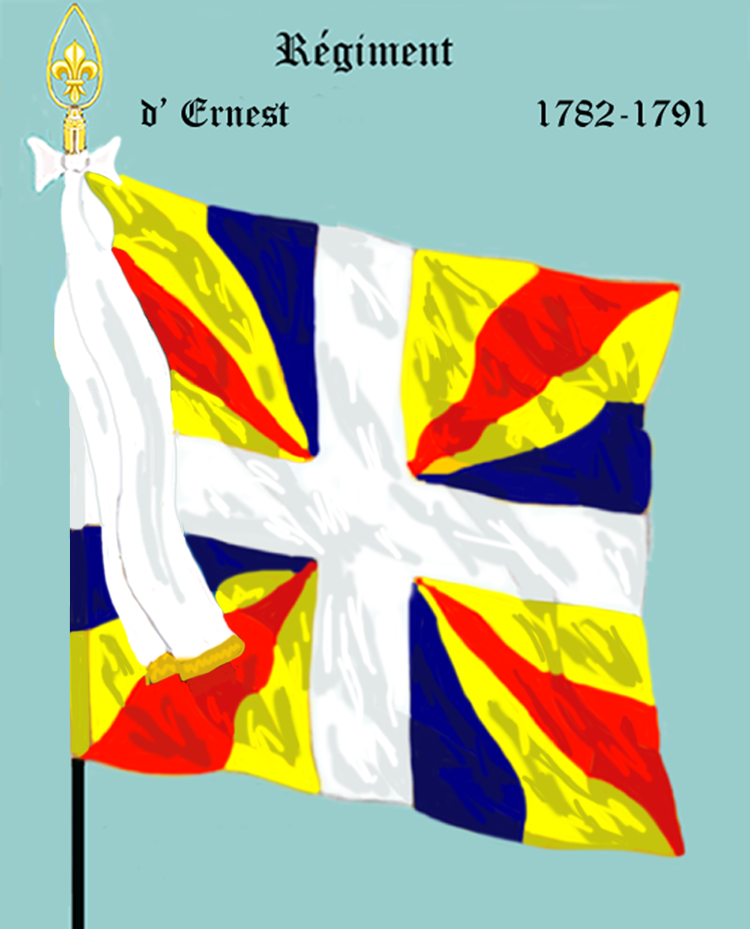
régiment d’Ernest de 1782 à 1791

### Habillement

Uniforme de fusilier du régiment d’Erlach vers 1780.

Uniformes
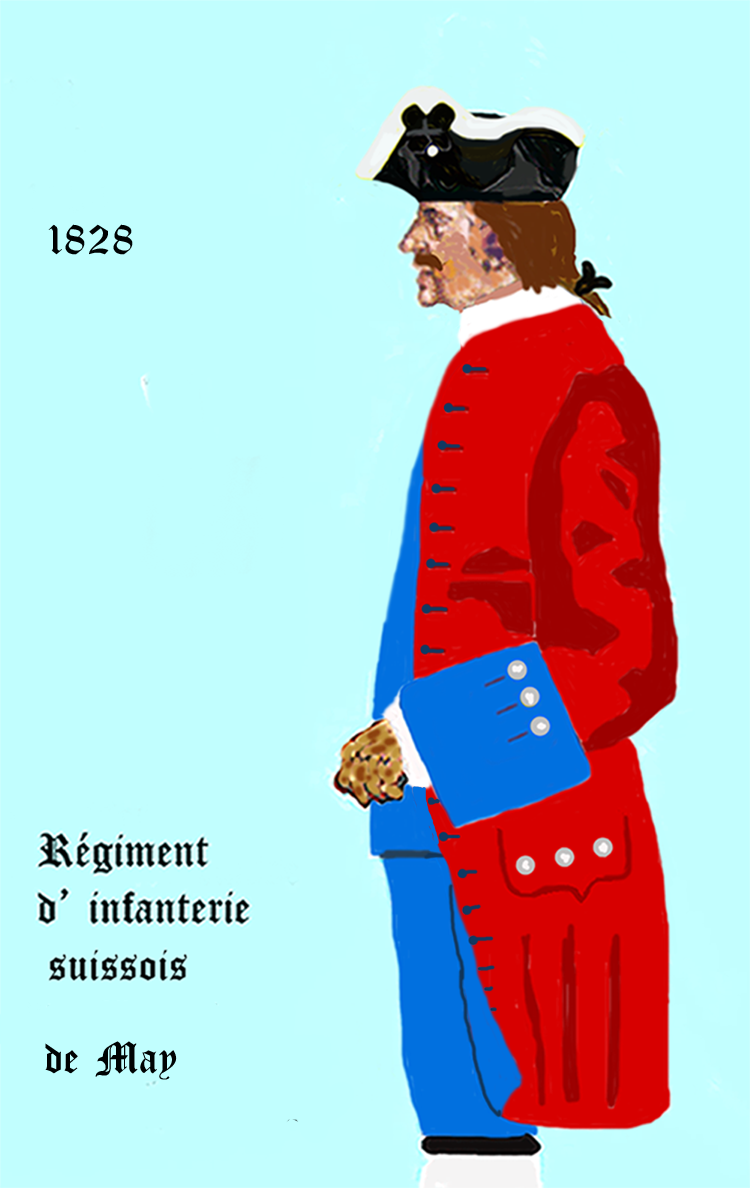
régiment de May de 1720 à 1729
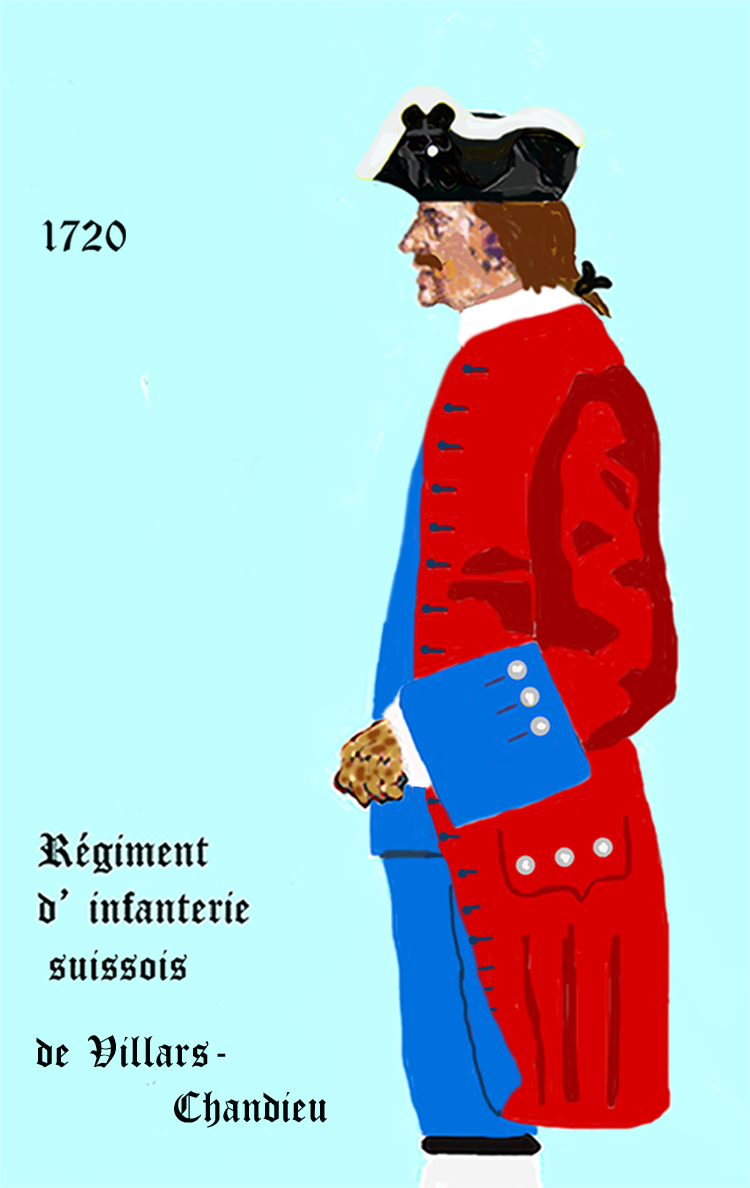
régiment de Villars-Chandieu de 1729 à 1734
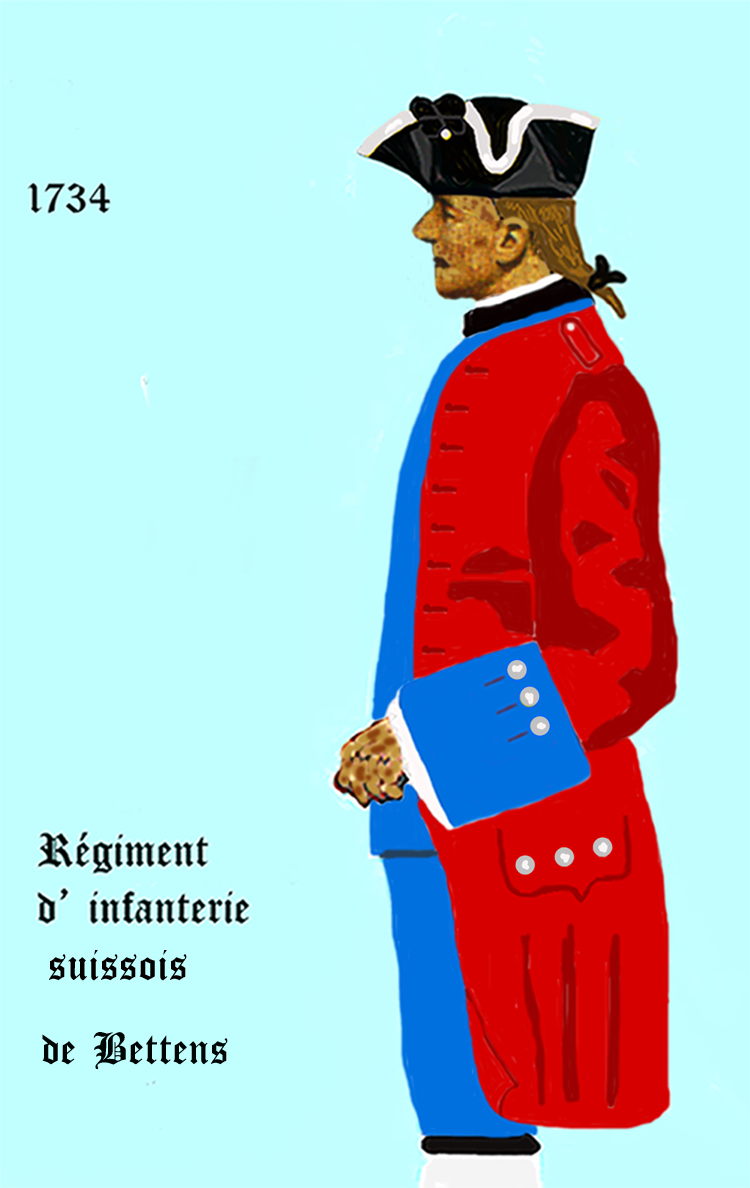
de 1734 à 1762
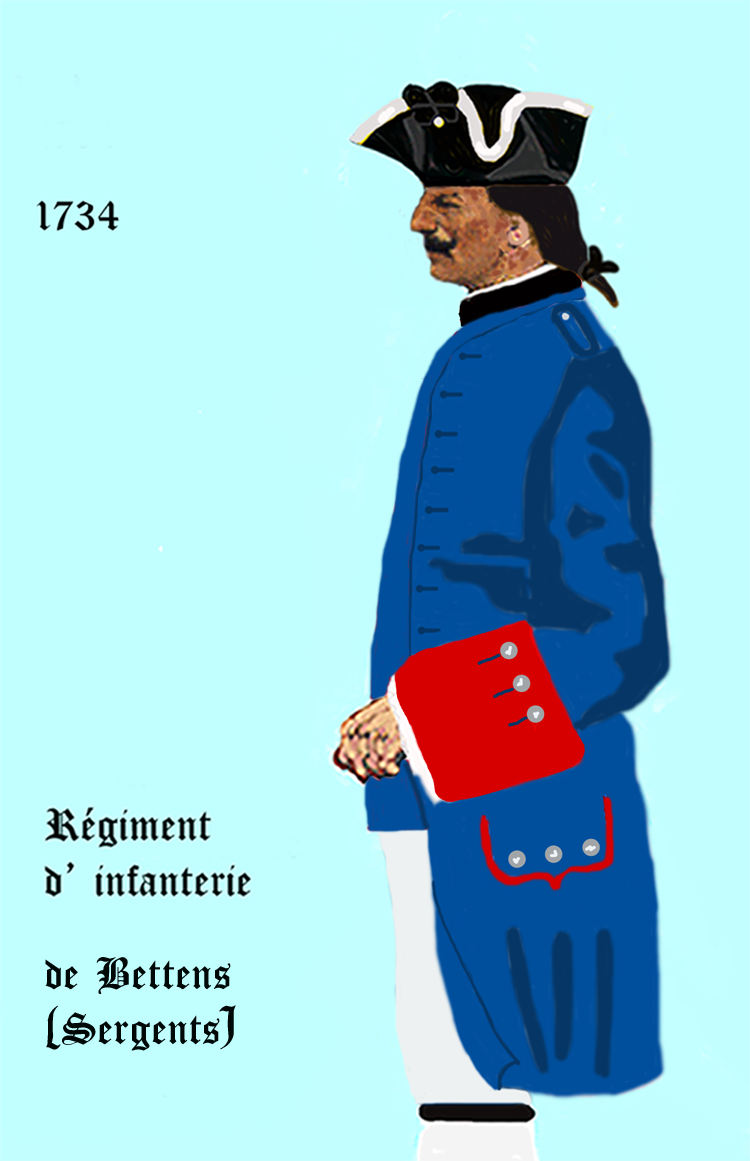
de 1734 à 1762, sergent

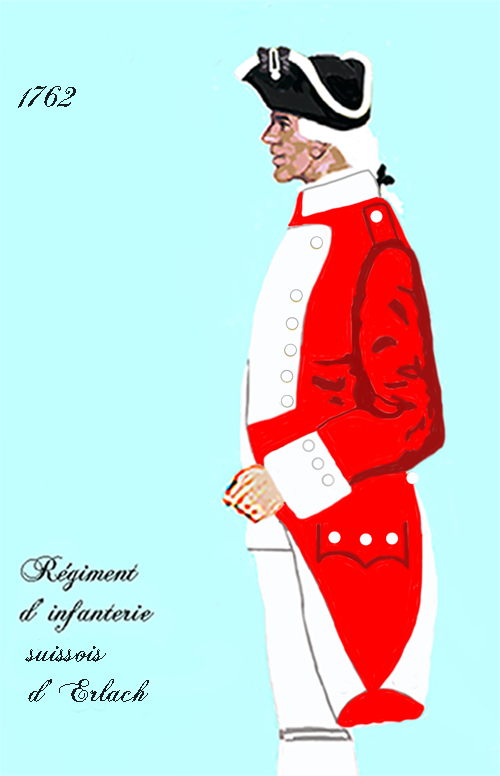
régiment d’Erlach de 1762 à 1776
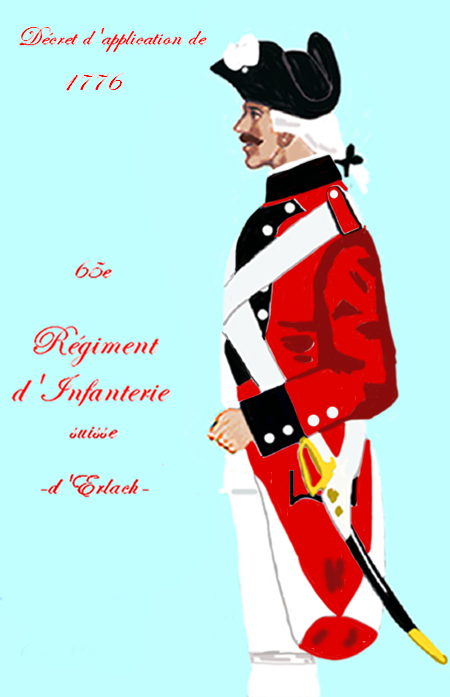
de 1776 à 1786
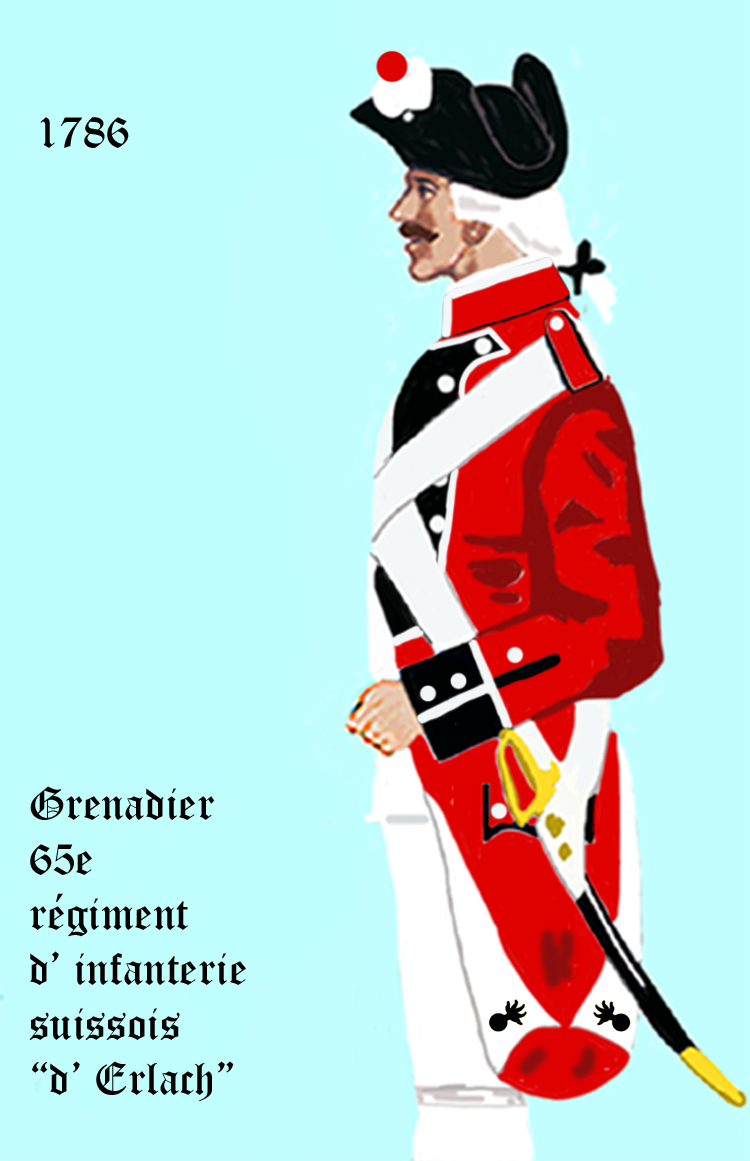
régiment d’Ernest de 1786 à 1791
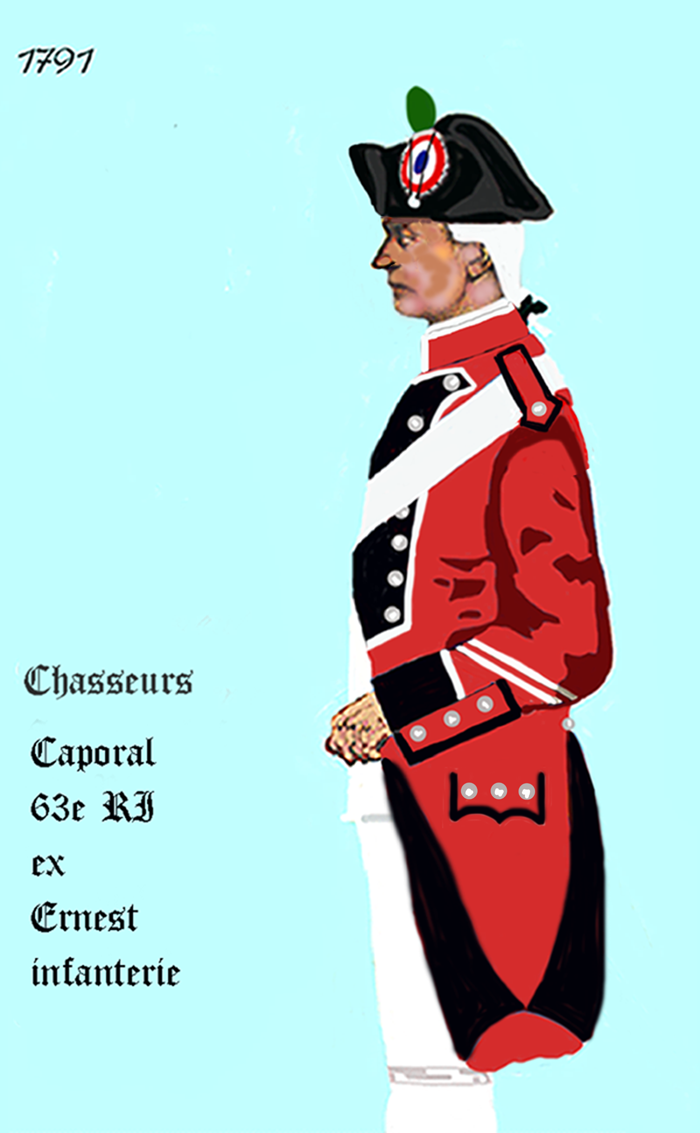
63e régiment d’infanterie de ligne de 1791 à 1792

## Historique

Tambour de 1770.

### Colonels et mestres de camp
- 17 février 1672 : Jean Jacques d’Erlach, baron d’Erlach, brigadier le 27 mars 1668, maréchal de camp le 25 février 1676, lieutenant général des armées du roi le 24 août 1688, † 29 août 1694
- 1694 : M. Manuel
- 17 janvier 1701 : Charles de Villars-Chandieu, brigadier le 3 janvier 1696, maréchal de camp le 26 octobre 1704, lieutenant général des armées du roi le 1er juillet 1722, † avril 1728
- 9 mai 1728 : Beat Louis de May, brigadier le 1er août 1734, † 1er juin 1739
- 15 août 1739 : Georges Mannlich de Bettens, brigadier le 1er février 1719, maréchal de camp le 1er août 1734, lieutenant général des armées du roi le 15 août 1739, † 9 mai 1751
- 23 juillet 1751 : Samuel de Jenner, brigadier le 10 février 1759, maréchal de camp le 21 février 1762
- 21 février 1762 : Abraham d’Erlach de Riggisberg, baron d’Erlach, brigadier le 1er janvier 1748, maréchal de camp le 20 février 1761
- 1782 : M. d’Ernest, maréchal de camp
- 11 mai 1792 : Béat-Louis de Watteville de Loin

### Quartiers
- 1736-1737 ; 1739; 1754-1755 : Marsal[1]